# Charles Simmons
Œuvres principales
- Les Locataires de l'été (1997)

Charles Simmons, né le 17 août 1924 à New York, et mort le 1er juin 2017 à New York, est un romancier et journaliste américain. 
Il reçoit le Prix William Faulkner, en 1965 pour son premier roman (en) Powdered Eggs. 
Deux de ses romans ont été traduits en français, dont (en) Salt Water publié en 1997, et traduit l'année suivante sous le titre Les Locataires de l'été,,. Pour Michel Grisolia, dans la critique de l'ouvrage dans le magazine L'Express en 1998, le roman est « un bref chef-d’œuvre intense et laconique ». Frédéric Beigbeder a choisi l'ouvrage parmi ses livres préférés,  et y consacre un chapitre dans son essai Premier bilan après l'Apocalypse publié en 2011.
Charles Simmons a également été éditorialiste et critique littéraire dans le New York Times,.

## Œuvre
- 1964 : (en) Powdered Eggs - Prix William Faulkner 1965 (William Faulkner Foundation Award)
- 1971 : (en) An Old Fashioned Darling
- 1978 : (en) Wrinkles
  - (fr) Rides, traduit de l'américain par Gilles Chahine, Paris, Ramsay, 1979 ; rééd. La Table Ronde, 1999
- 1997 : (en)Salt Water
  - (fr) Les Locataires de l'été[4],[6],[5], traduit de l'américain par Éric Chédaille, Paris, Phébus, 1998

à dater :
- (en) The Belles Lettres Papers
- (en) All There Is To Know, coécrit avec Alexander Coleman